# Andrzej Krankowski
Andrzej Krankowski (ur. 1971) – profesor nauk technicznych.

## Życiorys
Pochodzi z Braniewa, ale całe życie prywatne i zawodowe związał z Olsztynem. W 1995 ukończył Akademię Rolniczo-Technicznej w Olsztynie, od 1994 będąc już pracownikiem Wydziału Geoinzynierii tej uczelni. W 2000 uzyskał stopień doktora nauk technicznych w zakresie geodezji i kartografii (specjalność geodezja satelitarna) na podstawie dysertacji „Analiza dokładności wyznaczania pozycji na podstawie permanentnych obserwacji GPS”. W 2007 został mu nadany stopień doktora habilitowanego. 29 czerwca 2012 odebrał z rąk prezydenta Bronisława Komorowskiego tytuł profesora.
Jest pracownikiem naukowym Katedry Astronomii i Geodynamiki, kierownikiem Obserwatorium Satelitarnego w Lamkówku.
Głównym kierunkiem jego prac badawczych jest zastosowanie technik satelitarnych GNSS w geodynamice oraz do badań zmian górnej warstwy atmosfery ziemskiej - jonosfery. Jest członkiem wielu międzynarodowych organizacji naukowych, takich jak: komitet sterujący, jako narodowy reprezentant projektu COST ES0803, komitet sterujący, jako narodowy reprezentant projektu COST MP1104, Międzynarodowa Asocjacja Geodezji (IAG). Na gruncie krajowym pozostaje członkiem Sekcji Sieci Geodezyjnych Komitetu Geodezji PAN oraz Komisji Geodezji Satelitarnej Komitetu Badań Kosmicznych i Satelitarnych PAN.

### Hobby
Jego zainteresowanie pozanaukowe obejmują turystykę rowerową, siatkówkę i piłkę nożną, a zwłaszcza ligę angielską.